# Bojca
Egyéb jelentéseire lásd: Boica (egyértelműsítő lap)
Bojca (románul: Boița, németül: Ochsendorf, szászul Issenderf) falu Romániában, Szeben megyében, az azonos nevű község központja.

## Fekvése
A Vöröstoronyi-szoros bejáratánál, a forgalmas DN7-es út mentén, Nagyszebentől 22 kilométerre délkeletre, az Olt jobb partján fekszik.

## Nevének eredete
Neve a 'bányácska' jelentésű román băița szóból való. A német névadók az egyébként szarvasmarhatartásáról és állatvásárairól híres falu nevét a román boi ('ökrök') szóval hozták összefüggésbe, és Ochsendorfként ('Ökörfalva') fordították. A falu első írásos említése 1453-ból maradt fenn, Boycza alakban.

## Története
A falu melletti dombon neolitikumi eszközöket találtak. A római uralom idején itt húzódott Dacia Inferior provincia határa, amelyet a Caput Stenorum nevű castrum védett. A Caput Stenorummal azonosított vár maradványait, római kori leletekkel – többek között Domitianus korabeli érmékkel – a falutól 700 méterre keletre, az Olt jobb partján tárták fel. Ettől nyolcvan méterre délnyugatra thermák nyomaira is bukkantak. A községtől délre láthatóak a római út maradványai, amelyet a helyiek Traianus útjának neveznek.
A 16. században itt működött a vidék első fűrészmalma, amely nemcsak a környéket látta el deszkával, de Havasalföldre is szállított. A Talmácsszékhez tartozó falu román lakói Szeben város jobbágyai voltak, és a várost tűzifával látták el. A 18. század elején még csak nagyon kevés szarvasmarhát tartottak, ellenben 1730 juhuk volt. 1721-ben 185 család és három pap lakta. Karácsonykor, húsvétkor és pünkösdkor 27 szekér fát kellett beszolgáltatniuk a nagyszebeni polgármesternek. 1804-ben épült fel a település első kőépülete, az iskola. A honvédség 1849-ben felgyújtotta a falu keleti felét. 1850 és 1885 között a bojcaiak egy csoportja tartotta kezében a Havasalföld és a Monarchia közti állatkereskedelem java részét. Főként disznóval és kecskével kereskedtek. A disznókat százasával vásárolták fel a nagy havasalföldi uradalmakban. A legtöbbet a két nagyszebeni hetivásáron adták el, de a nagyobb és szebb kondákat havonta egyszer Budapest és Bécs felé indították útnak. Szervezett társulást alkottak, Nagyszebenben saját kocsmájuk volt. Néhányuk Havasalföldön, Budapesten és Bécsben telepedett le, hogy helyben tárgyaljon a vevőkkel. A vasút megépültéig lábon hajtották a disznókat a célállomásra. A virágzó tevékenységnek az osztrák–magyar–román vámháború vetett véget, ezután a bojcai állatkereskedők többsége elzüllött. 1876-ban csatolták Szeben vármegyéhez. A 20. század elején a bojcaiak fele szarvasmarhatartással, famunkával, földműveléssel, egynegyedük juhtartással foglalkozott.
2004-ben vált ki Nagytalmács városból és alakult önálló községgé.
1850-ben 1538 lakosából 1474 volt román, 46 német és 7 magyar nemzetiségű; 1456 ortodox, 39 római katolikus, 29 evangélikus és 14 görögkatolikus vallású.
2002-ben 1517 lakosából 1493 volt román és 24 magyar nemzetiségű; 1491 ortodox és 24 református.

## Látnivalók
- Vöröstorony vára (románul: Turnu Roșu, németül: Rotenturm, latinul: Rubra Turris) a falu déli kijáratánál, az Olt és az út mellett áll. Az itt talált bélyeges téglák azt valószínűsítik, hogy valamilyen erődítmény már a római korban létezhetett itt, első okleveles említése 1383-ból származik. A 10x10 méteres alapterületű, 12-15 méter magas, négyszintes torony vöröses kőből épült. A szorost lezáró fal és több kisebb torony tartozott hozzá. 1453-ig Fehér vármegyéhez (az erdélyi vajdákhoz) tartozott, akkor V. László a Királyföldhöz csatolta azzal a feltétellel, hogy a szászok kijavítják. Az Olt áradása 1533-ban megrongálta, ezután újjáépítették. Báthory István 1583-as rendelete szerint békeidőben nyolc, háborúban 32 darabont őrizte. A Forgách Simon vezette kurucok 1705-ben rajtaütöttek, Sinkai István harmincadtisztet megölték.[6] A 18. század elején olaszbástyás védőövet építettek hozzá. A 18–19. században katonai helyőrség állomásozott benne, egy részében pedig fogadó működött. Jelenleg elmegyógyintézet, így nem látogatható. Mellette első világháborús katonai temető.
- 1813 és 1822 között épült ortodox templomának cinteremkapuját 1806-ban a poplákai Ioan mester festette ki, Brâncoveanu-stílusban. A felső fríz középső képe a mamréi látomást ábrázolja, két oldalán az apostolok láthatók.[7] A templomot magát a nagyszebeni Andreas Kremer építőmester tervezte.[8]

## Képek

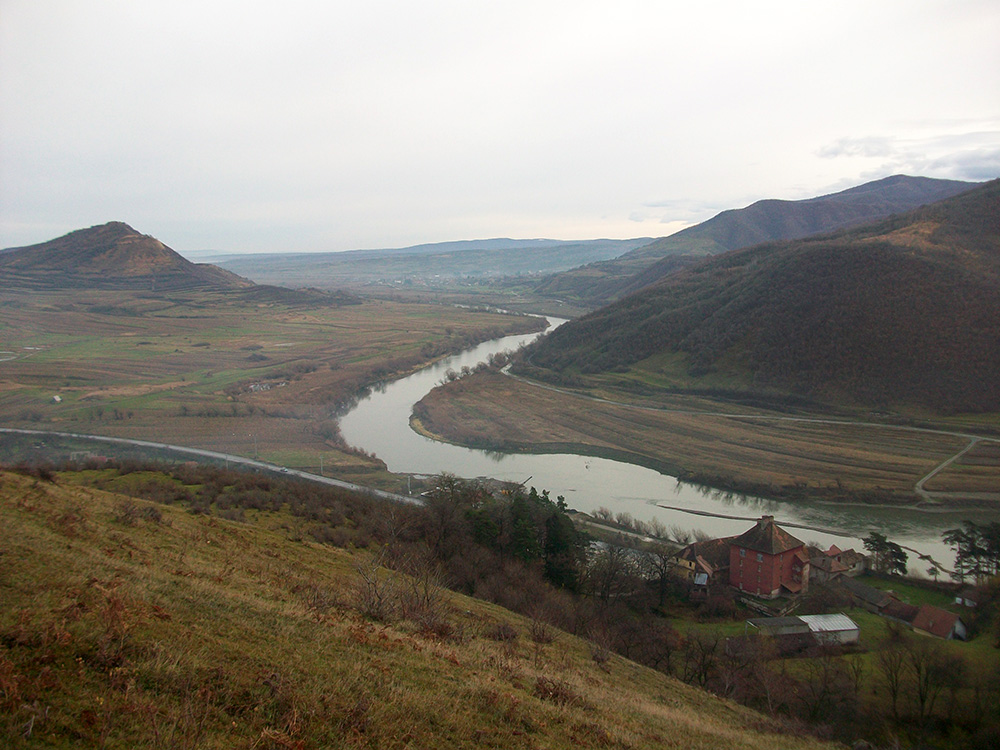
A Vöröstoronyi-szoros bejárata, előtérben a várral
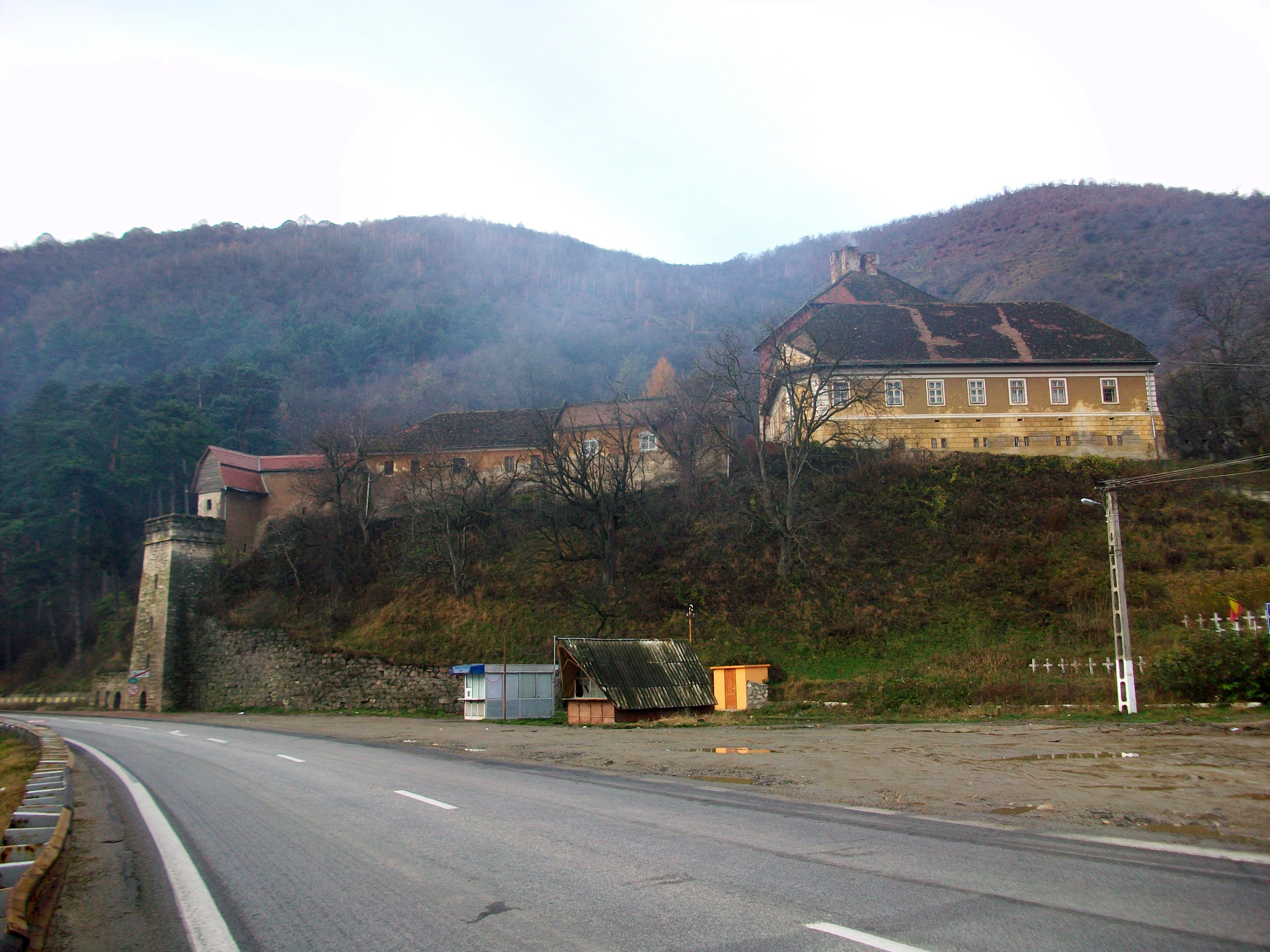
A vár
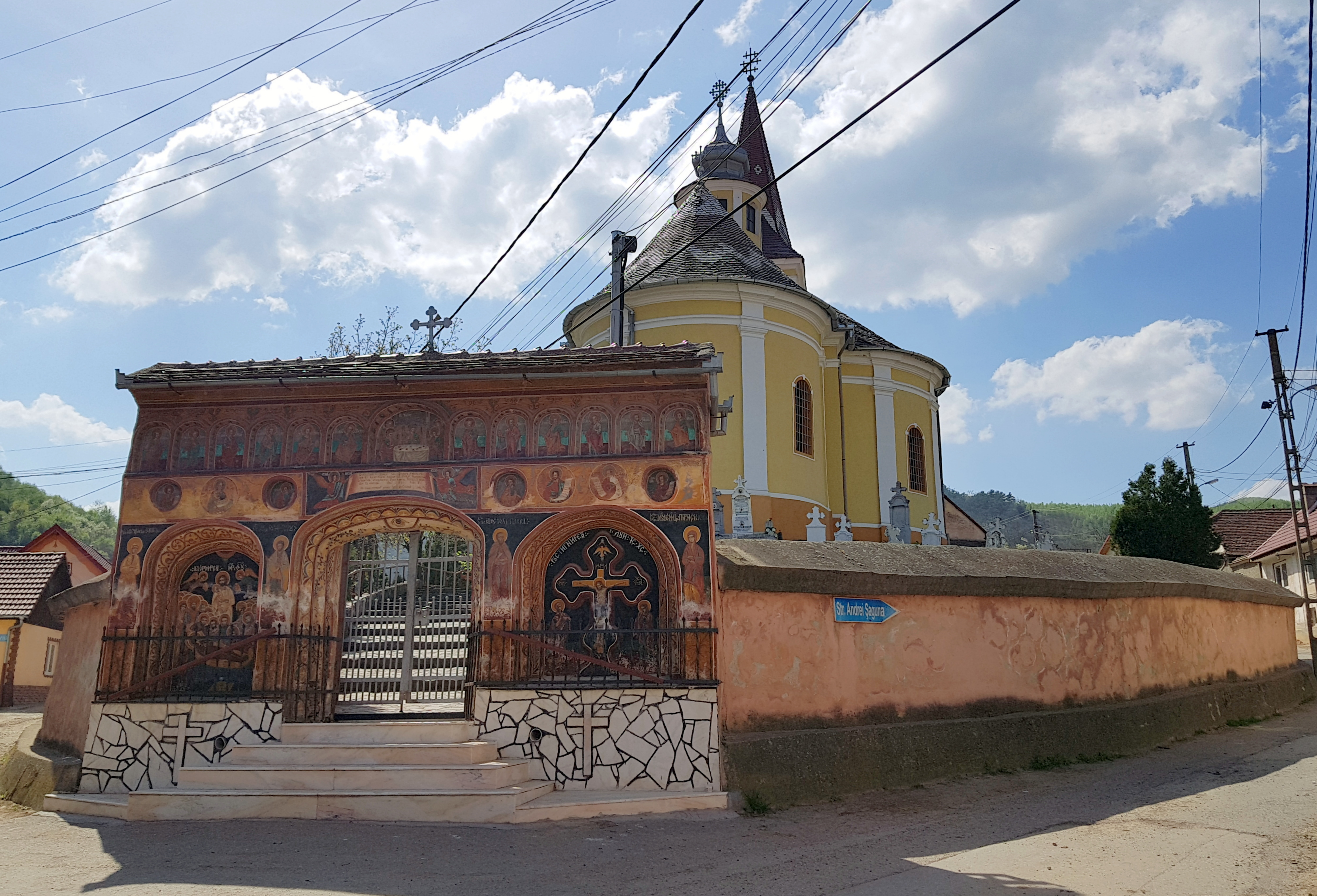
A templomkapu
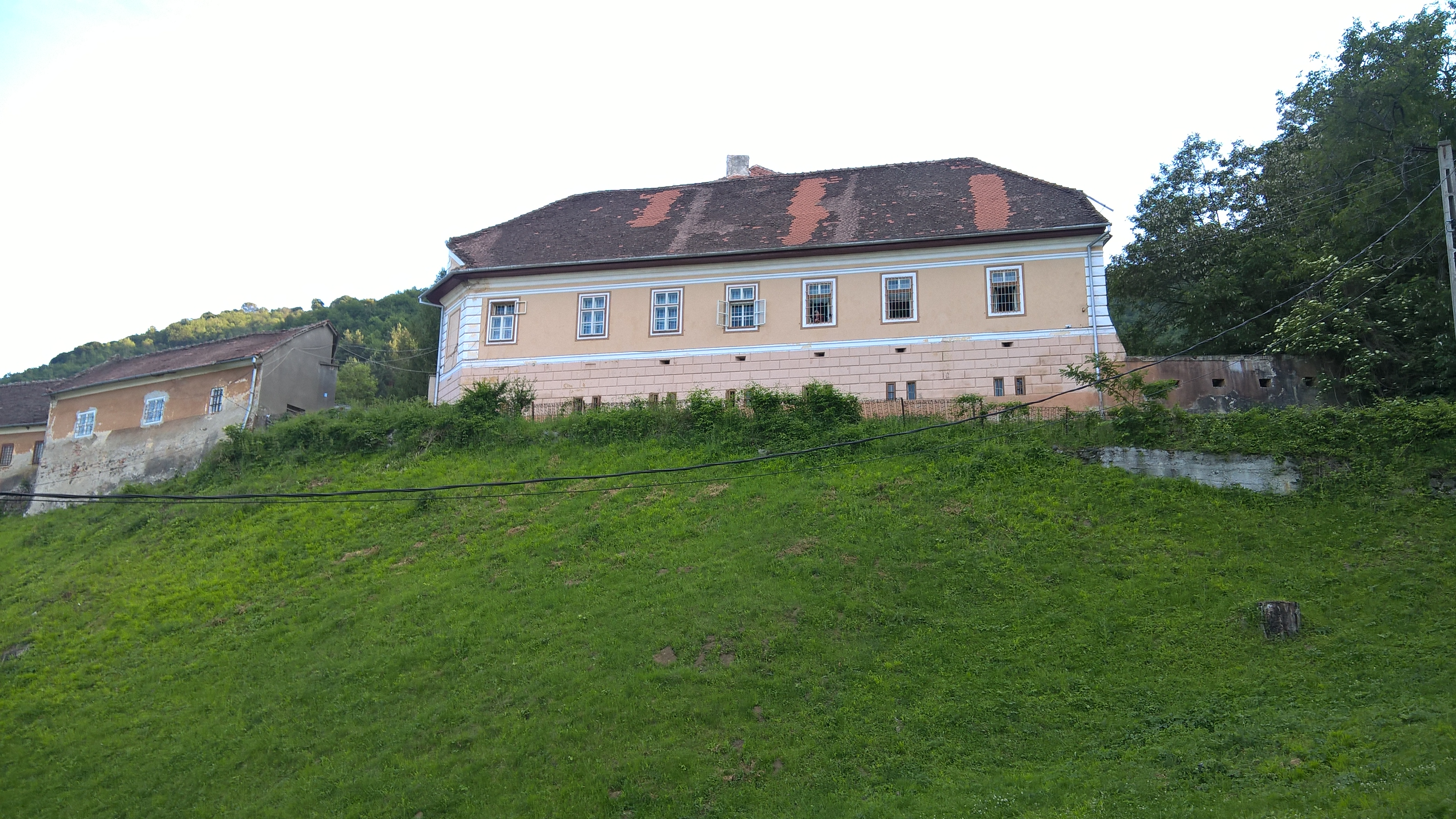
Elmegyógyintézet (volt fogadó)